# Courante
Die Courante (französisch für die „Laufende“ oder „Läuferin“; italienisch Corrente, englisch Coranto, Corranto oder Corant, auch Currant) ist ein lebhafter auch mit Sprüngen ausgeübter Gesellschaftstanz im Dreiertakt bzw. Tripeltakt und war vom Ende des 16. Jahrhunderts bis zirka 1730/1740 in Mode. Sie ist typischerweise zweiteilig (mit Reprisen) und beginnt mit einem Auftakt. Im 17. Jahrhundert fand eine Differenzierung in die französische Courante und die italienische Corrente statt. Zusammen mit Allemande, Sarabande und Gigue gehört sie zu den Grundtänzen der barocken Solo-Suite, und steht dabei für gewöhnlich zwischen Allemande und Sarabande.

## Frühe Courante, bis zirka 1625

### Charakter
Das Wort Courante kommt vom französischen courir und bedeutet „laufend“. Die frühbarocke Courante war ein sehr fröhlicher, lebhafter, schneller, jugendlicher Tanz im 3/4- oder 6/4-Takt; sie kam in Mode, als die Galliarde immer komplexer, festlicher, vornehmer und langsamer wurde, und bildete offensichtlich eine Art Gegengewicht dazu. Die Courante war ursprünglich schneller als die Galliarde, jedoch nicht ganz so schnell wie die englische Jig, und galt nicht als anrüchig oder lasziv, wie die Volte.
Nach Cesare Negri (Nuove inventioni di balli, 1604) wurde die Courante mit schnellen laufenden und springenden Schritten getanzt, vorwärts, seitlich oder rückwärts, „so wie es dem Tänzer gefällt“. Thoinot Arbeau beschrieb folgende Schrittkombinationen (Orchèsographie, 1589):
- simple à gauche: (1) linker Fuß nach links, (2) rechten Fuß anschließen.
- simple à droite: (3) rechter Fuß nach rechts, (4) linken Fuß anschließen.
- double à gauche: (5) linker Fuß nach links, (6) rechten Fuß nachziehen, (7) linker Fuß nach links, (8) rechten Fuß anschließen.
- das Ganze umgekehrt wiederholen, in entgegengesetzter Richtung und mit dem jeweils anderen Fuß (9-16).[A 2]

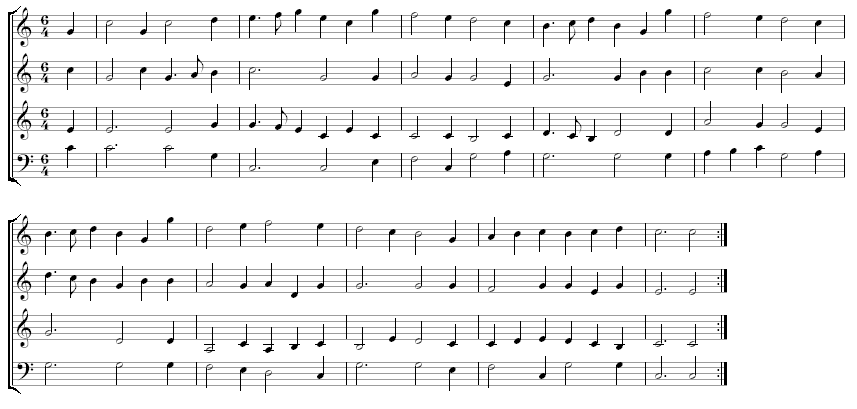
Courante von Michael Praetorius aus Terpsichore, 1612 (Auszug)

Musikalisch sind frühe Couranten relativ einfach gebaut, der Grundrhythmus besteht aus einer Aneinanderreihung einer Halben und einer Viertel, meistens mit einer Viertel als Auftakt. Ab und zu werden Punktierungen notiert, manchmal auch Achtelfigurationen. Typisch ist die abgebildete berühmte Courante aus der Tanzsammlung Terpsichore Musarum (1612) von Michael Praetorius.

### Verbreitung und Komponisten
Die Courante hatte einen nachhaltigen Erfolg: Praetorius bringt in seiner Terpsichore 162 Couranten, im Vergleich zu 23 Galliarden, 21 Branlen, 37 Balletten, 42 Volten, 3 Passamezzen und 13 „andere Däntze mit sonderbaren Namen“. Dabei wurden vermutlich oft mehrere Couranten aneinandergereiht (wie später auch in Frankreich). Die von Praetorius veröffentlichten Tänze stammen teilweise nicht von ihm, sondern von dem französischen Tanzmeister Pierre-Francisque Caroubel, spiegeln damit einen französischen Einfluss.
Typische Beispiele für die frühe Courante gibt es auch aus England (dort Coranto genannt), besonders auch von den Virginalisten William Byrd, John Bull, Giles Farnaby und anderen. Im Fitzwilliam Virginal Book sind viele Corantos anonym überliefert.
Weitere Komponisten sind William Brade (1560–1630), Robert Johnson und Robert Ballard sowie anonyme Engländer, Johann Hermann Schein (Banchetto musicale, Leipzig 1617), Samuel Scheidt (Ludi Musici, Hamburg 1621) und Johann Staden (1581–1634). Im in der Hamburger Staatsbibliothek aufbewahrten handschriftlichen Lautenbuch des Ernst Schele (oder Scheele) von 1619 findet sich eine sogenannte Maien-Courante.
Auch nach Spanien gelangte die Courante und wurde dort im 17. Jahrhundert als Coriente (zum Beispiel im Gitarrenwerk von Gaspar Sanz) bezeichnet.

### Beziehungen zu anderen Tänzen und erste Verfeinerung
Nach und nach begann man, die Courante (C) mit der Allemande (A) zu koppeln, als Gegenstück zum etablierten Tanzpaar Pavane-Galliarde. Die Reihenfolge A – C war dabei jedoch zunächst noch nicht festgelegt und alle genannten Tänze existierten Anfang des 16. Jahrhunderts noch nebeneinander, zumal die Courante sich von der Galliarde zunächst deutlich unterschied, durch ihren frischeren Charakter und schnelleres Tempo.
Ein Beispiel für das Gesagte sind Scheins Suiten im Banchetto musicale (1617) mit der Reihenfolge: Padouana – Gagliarda – Corente – Allemande-Tripla. Auffällig ist, dass die Allemande hier nach der Courante erscheint und eine eigene Tripla hat, im Gegensatz zur späteren Entwicklung (mit A – C).
Sukzessive kam die Galliarde aus der Mode und die Komponisten begannen, die Courante zu verfeinern. Schon Brade und Schein komponierten Couranten, deren einfache Struktur durch immer mehr Achtelläufe und/oder rhythmische Unregelmäßigkeiten und Finessen interessanter gemacht wurden, z. B. Betonung auf der 2 des 3/4-Taktes. Bei den englischen Virginalisten wurden die Reprisen manchmal mit Laufwerk ausgeziert (wie auch bei Pavanen und Galliarden).
In der ersten Hälfte des 17. Jahrhunderts kristallisierten sich zwei Formen der Courante heraus: Die französische Courante und die italienische Corrente.

## Italien

### Charakter der Corrente
Die italienische Corrente blieb der beschriebenen Frühform noch lange treu: Sie war und blieb ein ziemlich schneller und fröhlicher Tanz im 3/4 oder 6/4-Takt und erreichte schon früh einen relativ hohen Grad an Verfeinerung in der italienischen Lauten- und Theorbenmusik bei Kapsberger (Libro Primo … di Chitarrone, 1604, und Libro Primo … di lauto, 1611) und in der Cembalomusik bei Frescobaldi (Primo Libro 1615). 
 Melodisch bestehen diese Correnten teilweise aus einer überschaubaren Zahl von kleinen Motiven, die aneinandergereiht, sequenziert oder imitatorisch verarbeitet werden.
Der relativ simple Aufbau der Frühform wird von Frescobaldi häufig durch unregelmäßige Phrasenbildungen aufgebrochen. In seinem Primo Libro sind die Phrasenlängen z. B. (in Takten):
Corrente I: 6 – 4 / 6 – 10.
Corrente II: 4 – 8 / 3 – 9 – 15 – 4 – 4.
Corrente IV: 3 – 3 – 3 – 5 / 3 – 4 – 3 – 3 – 4.
Diese völlige Unregelmäßigkeit und Unberechenbarkeit wird noch kompliziert durch unterschiedliche Phrasierung in anderen Stimmen und durch zahlreiche Imitationen; sie wird außerdem betont durch die Verwendung von markanten Motiven einerseits und eher fließenden Strecken (oft in Vierteln) andererseits. Harmonisch finden zahlreiche Vorhaltbildungen statt (das wird allerdings kein Erkennungsmerkmal). Die musikalische Wirkung dieser scheinbar völlig freien Strukturen und beinahe chaotischen Gebilde ist lebhaft, sprühend und geistreich.
In Frescobaldis Libro Secondo (1627) ist die Corrente prima auffälligerweise in 3/2 notiert, wodurch er höchstwahrscheinlich ein etwas langsameres Tempo anzeigen will, als für die anderen fünf Stücke in 3/4 – gemäß den Instruktionen für Dreiertakte, die er im Libro de' Capricci (1624/26) gibt. Langsamere Correnten findet man z. B. auch sechzig Jahre später bei Vitali. Neben der üblichen zweiteiligen Form gibt es manchmal auch dreiteilige Correnten (z. B. Frescobaldi in Libro secondo 1627, Storace in Selva 1664).
Der Charakter der italienischen Corrente orientierte sich noch lange an diesem Vorbild, wenn auch nicht immer mit solchen Unregelmäßigkeiten – das gilt besonders für Stücke, die wirklich zum Tanzen gedacht waren. Beispiele findet man bei Michelangelo Rossi (1657) und teilweise noch bis zu Bernardo Pasquini (1637–1710), der die Corrente in seinen Suiten benutzt. Auf dem Gebiet der Lauten- und Theorbenmusik ist neben Kapsberger vor allem Piccinini (1566–1638) zu nennen. Correnten für Instrumentalensemble komponierten Salamone Rossi (ca. 1570–1630), Kapsberger, Martino Pesenti (1600–1648) und Bartolomeo de Selma y Salaverde (um 1595 – nach 1638), sowie die Violinvirtuosen Biagio Marini (1594–1663) und Marco Uccellini (1610–1680), der in seinem op. 7 sogar zweistimmige Correnten für Violine solo veröffentlichte. Die Corrente wurde noch bis ans Ende des 17. Jahrhunderts und bis zur Ära Corellis in der italienischen Tanz- und Violinmusik auf einem oft künstlerisch gehobenen Niveau gepflegt von Maurizio Cazzati (1616–1678), Giuseppe Colombi (1635–1694), Giovanni Battista Vitali (1632–1692) u. a. Ein großer Teil dieser Musik wird heute kaum gespielt und ist fast vergessen.

### Verwendung der Corrente
Die Corrente wurde anscheinend meistens als Einzelstück verwendet, das zusammen mit anderen Tänzen oder Musikstücken nach Belieben verwendet werden konnte. So ist es z. B. fraglich, ob Frescobaldi seine vier Correnten von 1615 oder seine sechs Correnten von 1627 als Suite meinte, zumal sie alle in unterschiedlichen Tonarten stehen. Dafür sprechen auch die Correnten-Sammlungen des blinden venezianischen Tanzmeisters Martino Pesenti von 1630 (mit 18 Correnten) und 1635 (mit 26 Correnten).
In seinen Balletti von 1637 verwendet Frescobaldi jeweils eine Corrente, dabei stehen alle Tänze in der gleichen Tonart, und zwar in der Abfolge: Balletto – Corrente – Passacagli (Balletto I und III), oder Balletto – Corrente (Balletto II). Ganz ähnlich machten es auch Jahrzehnte später noch barocke Violinisten wie Cazzati, Colombi und Vitali (1632–1692): Cazzati veröffentlichte 1662 als op. 30 zwölf Balletti mit Corrente, und Vitali koppelt noch 1683 in seinem op. 8 neun Balletti mit je einer Corrente. Dazu konnten noch weitere Tänze, wie z. B. Sarabanden oder Giguen treten, was letztlich in die Form der Sonata da camera mündete.
Die Italiener verwendeten die Corrente auch in Variationswerken, so werden z. B. Frescobaldis berühmte Cento Partite sopra passagagli durch eine Corrente unterbrochen; Bernardo Storace beendet seine Passamezzi und seine Monica mit Variationen in Form von Correnten, und Bernardo Pasquini bringt z. B. mitten in seinen Variazioni d’Inventione drei Variationen in Form der Corrente.

### Die Corrente als Konzertsatz seit Corelli
Kapsberger erfand schon 1604 virtuose Verzierungen für die Reprisen seiner Correnten für Chitarrone (ähnlich wie die englischen Virginalisten), und Frescobaldi bringt in seinem Secondo Libro (1627) eine Variation seiner Corrente seconda mit virtuosen Achtelläufen. 1640 publizierte Kapsberger in seinem Libro quarto für Chitarrone dann Correnten (z. B. Corrente seconda), deren Reprisen in Achtelarpeggien aufgelöst sind. Diese Art der Corrente mit virtuos fließenden Läufen und vor allem mit gebrochenen, arpeggierten Akkorden verselbständigt sich im Zuge der Entstehung einer konzertierenden Solomusik in Italien, gewinnt Eingang in die italienische Sonata und das Concerto grosso des Hochbarock, und wird schließlich über die extrem einflussreichen Werke von Arcangelo Corelli, Antonio Vivaldi u. a. auch international übernommen von Komponisten wie Bach und Händel.
Ein Beispiel für eine italienische Corrente im neuen hochbarocken Konzert-Stil ist in Corellis Concerto grosso op. 6, Nr. 10 in C-Dur, mit einer durchlaufenden virtuosen Achtelbewegung, Akkordbrechungen und vielen Sequenzen im Solo-Cello. Dieser Satz ist eigentlich kein wirklicher Tanz mehr, sondern ein Konzertsatz in einem 3er-Takt-Allegro. Die Bezeichnung Corrente meint bei diesen Sonaten- und Konzert-Sätzen offenbar vor allem die wortwörtlich laufende oder fließende Bewegung (von ital. correre: „laufen“, „fließen“). Von einem normalen 3/4-Vivace, wie Corelli sie in seinen Sonate und Concerti da chiesa verwendet, unterscheiden sich seine Konzert-Correnten nur durch wenige Anspielungen an die eigentliche Corrente, oder besser an die französische Courante: Der typische Beginn mit kurzem Achtel-Auftakt und folgendem punktiertem Viertel, und hemiolische Phrasenenden. Die Idee war ein voller Erfolg vor allem in der italienischen und italienisch beeinflussten Violin- und Solo-Literatur. Auch heute noch versteht wohl der größere Teil des Publikums unter einer italienischen Corrente diese Art von hoch- und spätbarockem Konzertsatz.
Die italienische Konzert-Corrente mit arpeggierten Akkorden setzte sich allerdings auch in Corellis Werk erst nach und nach durch, daneben verwendete er auch andere, eher tänzerische Formen. In seinen Sonate da camera op. 2 von 1685 verwendet er in insgesamt 12 Sonaten fünfmal eine Corrente, davon ist nur die Nr. 10 eine vollentwickelte Konzert-Corrente mit durchlaufenden virtuosen Achtel-Arpeggien in der ersten Solo-Violine, die er sich offenbar auf den eigenen Leib geschrieben hat. Nr. 6 im gleichen op. 2 ist ein etwas harmloserer Mischtyp oder Vorläufer mit gelegentlichen Arpeggien in beiden Violinen. In Corellis op. 4 von 1694 ist die Gesamtzahl der Correnten auffälligerweise auf 8 in 12 Sonaten gestiegen, davon bringen Nr. 1, 3, 9 und 11 den neuen Konzerttypus in noch ausgereifterer Form: Die beiden Soloviolinen sind meist gleichberechtigt, werfen sich die virtuosen Spielfiguren gegenseitig zu (d. h. nacheinander) und/oder konzertieren parallel (Arpeggien gleichzeitig). Eine Corrente für Solo-Violine und b. c. enthält Corellis Sonate op. 5, Nr. 7, d-Moll (siehe Abb.).

### Französische und andere Formen der Corrente bei Corelli
Neben dieser noch relativ neuen Form der italienischen Konzert-Corrente gibt es bei Corelli aber auch andere Formen von Correnten, so wie er auch verschiedene Arten von Allemanden verwendete (langsame und schnelle):
In op. 2 sind die Correnten in Nr. 1, 2 und 7 stark französisch eingefärbt mit kurzen Achtelauftakten, sehr tänzerisch mit rhythmischen Spielen, gegenläufigen Akzenten und Hemiolen (im 3/4-Takt). Die Correnten in op. 2, Nr. 6 und op. 4, Nr. 4 sind Mischformen aus französisch und italienisch. Zu den französierenden Correnten bei Corelli gehört auch diejenige im Concerto grosso op. 6, Nr. 9 in F-Dur, die trotz schnellem Tempo außerdem einen festlich-weihevollen Charakter hat, der als typisch für die französische Courante gelten kann.
In op. 4 sind die Correnten der Nr. 2, 5 und 7 keinem der beiden genannten Typen zuzuordnen, sie entsprechen stilistisch der traditionellen Tanz-Corrente in der Nachfolge von Frescobaldi, Marini etc. mit einer meist durchgehenden Viertelbewegung (Nr. 2!), und manchmal Imitationen (Nr. 7).
Französierende Correnten findet man auch in der Cembalomusik von Bernardo Pasquini.

### Stellung der Corrente in der Sonata da camera
In der italienischen Musik ist die Position der Corrente, wie auch die der anderen Tänze weniger festgelegt als in der deutschen Cembalo-Suite, obwohl auch bei Corelli sehr häufig auf eine Allemanda eine Corrente folgt: In den Sonaten op. 2, Nr. 1, 2, 6, 7; und in op. 4, Nr. 5; in den Concerti grossi op. 6, Nr. 9 und 10.
Seine erste wirkliche Konzert-Corrente in op. 2 Nr. 10 bildet allerdings das Finale nach drei vorangehenden Sätzen, also: Preludio – Allemanda – Sarabanda – Corrente. Eine ähnliche Satzfolge hat auch op. 4, Nr. 2.
In op. 4, Nr. 1, 3, 4, 7, 9, und 11 folgt die Corrente direkt auf das Preludio, also ohne Allemanda. In Nr. 1 und 11 wird eine schnelle (!) Allemanda allerdings nachgeliefert und steht am Schluss.
Ähnliche Befunde findet man auch z. B. in den Bonportis Invenzioni a Violino Solo op. 10, oder in Vivaldis 12 Manchester-Sonaten für Solo-Violine und b. c. Bei Bonporti enden die Nr. 4 und Nr. 10, bei Vivaldi die Hälfte der besagten Sonaten mit einer virtuosen konzertierenden Corrente als viertem Satz. In zwei von den genannten Fällen gibt es sogar zwei 'Correnten', an zweiter und vierter Stelle der Sonaten RV 755 und RV 758. Das führt zur Satzfolge: Preludio (Largo bzw. Andante) – Corrente – Andante – Corrente.
Gerade das letzte Beispiel verdeutlicht das zuvor Gesagte: Die hochbarocke Konzert-Corrente mit durchlaufender Achtel- oder noch schnellerer Bewegung und gebrochenen Akkorden ist eigentlich kein echter Tanz, sondern ein zweiteiliger Konzertsatz im Dreiertakt.

## Frankreich ab zirka 1625

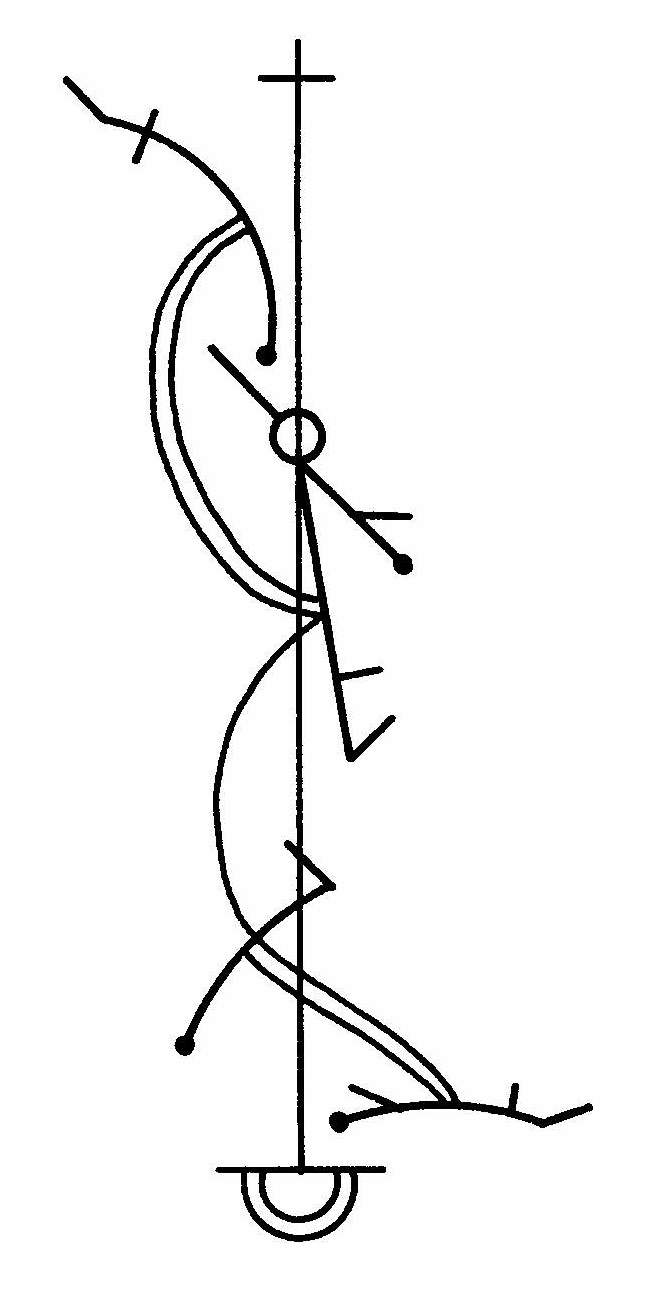
Beauchamp-Feuillet Notation: Die Schritte einer Courante

Die typisch französische Courante entstand in der ersten Hälfte des 17. Jahrhunderts unter Ludwig XIII. und ist zu Beginn der Regierung Ludwigs XIV., in den 1640er und 50er Jahren, voll ausgereift. Der Höhepunkt ihrer Beliebtheit erstreckte sich bis ca. 1690. Laut Antoine Furetière (1619–1688) war sie „… der verbreitetste aller Tänze, die man in Frankreich praktiziert …“.
Couranten für Hofbälle und Ballets de Cour komponierten: Guillaume Dumanoir (1615–1697), Michel Mazuel, auch Jean-Baptiste Lully (z. B. „La belle Courante“ LWV 75/24, die später von d’Anglebert für Cembalo gesetzt und mit einem Double versehen wurde). Besonders viele typisch französische Couranten hinterließen die Clavecinisten Chambonnières, Louis Couperin, Jacques Hardel, Lebègue, d’Anglebert, u. a. Auch der international weitgereiste Johann Jacob Froberger (1616–1667) gehört zu den frühen Komponisten der französischen Courante. Sie war auch obligatorisch in den Suiten der französischen Lautenisten und Theorbisten wie Ennemond Gaultier (Le Vieux, ca. 1575–1651), Denis Gaultier († 1672), Robert de Visée (1660–1732) u. a.

### Charakter der französischen Courante
Die französische Courante ist ein sehr edler, vornehmer Tanz, und dabei mäßig lebhaft bis lebhaft. Im Gegensatz zur Frühform und zur italienischen Corrente wurde sie fast immer im 3/2 oder 6/4-Takt notiert. Das typische Charakteristikum ist eine große rhythmische Komplexität, mit häufigem Wechsel zwischen 3/4 und 3/2-Takt, manchmal gleichzeitig in verschiedenen Stimmen. Die 3/4-Sektionen werden außerdem nicht mehr nur in der fließenden traditionellen Form als lang-kurz (Halbe-Viertel) rhythmisiert, sondern gerne und oft auch umgekehrt als kurz-lang (Viertel-Halbe) – dabei entstehen häufig pikante Akzente gegen den Takt. Auch dies kann gleichzeitig in verschiedenen Stimmen passieren. Das Endergebnis sind Gebilde, die für Anfänger oder rhythmisch weniger begabte Menschen eine Fallgrube von Problemen darstellen können, für echte tänzerisch-rhythmische Talente jedoch allergrößte Freude bedeuten.
Im Gegensatz zur italienischen Corrente arbeitet die französische Courante fast ausschließlich auf der melodischen und rhythmischen Ebene, es gibt weniger Imitationen und weniger Sequenzen. Die Melodie beginnt meist mit einem kurzen Auftakt im Wert einer Achtel, welche häufig die erste Note im Diskant vorwegnimmt. Trotz der beschriebenen rhythmischen Pikanterie ist die Melodik schöngeformt, lyrisch, nobel, weihevoll. Die Begleitung in den Mittelstimmen oft bewegt, und vor allem in der Cembalomusik teilweise im style luthé oder brisé (Lautenstil), d. h. mit Akkordbrechungen oder nachschlagenden Akkorden durchsetzt. Ein weiteres typisches Charakteristikum sind die langen Schlussakkorde am Ende des ersten und zweiten Teils, mit einer nachschlagenden Bewegung in den Mittel- und/oder Unterstimmen, normalerweise in der Rhythmisierung als zwei 3/4-Takte. In der Cembalo- und Lautenmusik werden diese Schlussakkorde oft mit gebrochenen Akkorden oder/und Arpeggien ausgeziert.

### Der Zenit: Von Chambonnières bis d’Anglebert zirka 1640–1690
Die Courante war der Lieblingstanz der Franzosen, besonders in der Musik der Clavecinisten. In der Cembalo-Suite stand sie meistens – aber nicht immer – an zweiter Stelle. In Ballets de Cour oder bei instrumentalen Divertissements waren die Regeln anscheinend (noch) lockerer.
Im Gesamtwerk von Jacques Champion de Chambonnières (1601/2-1672) oder Louis Couperin (1626–1661) findet man mindestens drei- oder viermal so viele Couranten wie andere Tänze. In Chambonnières Pièces de clavessin von 1670 – den ersten veröffentlichten Cembalostücken überhaupt – haben sechs von elf Suiten 3 Couranten nacheinander, von diesen sechs Suiten haben drei die Abfolge:
Allemande-Courante-Courante-Courante-Sarabande.
Von den restlichen fünf Suiten haben vier 2 Couranten, davon zwei Suiten mit der Abfolge:
Allemande-Courante-Courante-Sarabande.
Nur eine Suite (von 11) hat 1 einzige Courante, und dies in der extravaganten Abfolge: Pavane-Gigue-Courante-Gigue.
Ein ähnliches Übergewicht an Couranten findet man auch in den Pièces de Clavecin von Nicolas Lebègue (1677) – mit je 2 Couranten in 5 Suiten –, und bei Jean-Henry d’Anglebert (1689) – mit jeweils 3 Couranten in den Suiten in G-Dur und g-Moll, und je 2 Couranten in d-Moll und D-dur. Auch François Couperin bringt noch je 2 Couranten im 1., 2., 3. und 5. Ordre (1713), und im 8. Ordre (1716). Im 17. Ordre (1722) mit 5 Sätzen gibt es nur eine einzelne Courante an vierter Stelle.

### Drei verschiedene Typen der Courante
Bei so vielen Couranten in einer Suite ist es prädestiniert, dass die wirklich guten französischen Komponisten eine besondere Kunst der Charakterisierung entwickelten, um für Kontraste zu sorgen. Ein erstes und einfaches Mittel bestand darin, ein virtuos-rauschhaftes Double zu schreiben, so wie Frescobaldi das 1627 bereits vorgemacht hatte. Beispiele dafür gibt es bei Chambonnières, Louis Couperin, d’Anglebert, Lebègue, Elisabeth Jacquet de la Guerre (ohne Anspruch auf Vollständigkeit).
Auf dem Höhepunkt der französischen Couranten-Liebe zwischen ca. 1640 – ca. 1690 gab es außerdem drei verschiedene Typen, die allerdings nur selten eindeutig bezeichnet wurden. Der zeitgenössische Kenner konnte sie jedoch unterscheiden (nicht aber jeder heutige Cembalist):
- Die normale Courante, die alle oben beschriebenen Eigenschaften hatte, in einem mäßig schnellen Tempo, mit einer gewissen Betonung des Lyrisch-Melodischen, manchmal mit einem Hang zum Sehnsüchtigen und Melancholischen (vor allem in Moll).

Im Vergleich zur Courante grave kann sie auch etwas tändelnd wirken. Beispiele gibt es in Hülle und Fülle, da dies der häufigste Typus war; besonders schöne findet man bei Chambonnières, der offenbar besonders zum Lyrischen neigte.
- Die Courante gaye, also die „fröhliche“ Courante, die schneller und leichtfüßiger war, mit einer etwas sprunghafteren Melodik. Sie war vermutlich der direkte Nachfolger der fröhlichen Frühform,[A 8] und hatte zumindest charakterlich eine gewisse Ähnlichkeit mit der italienischen Courante. Lebègue bezeichnet die zweite Courante seiner Suite Nr. 1 d-Moll (Premier Livre, 1677) ausdrücklich als Courante gaye,[38] in diesem Fall hat sie auch ein Double (aber das ist kein Erkennungsmerkmal). Vermutlich ist auch die 2me Courante seiner Suite in a-Moll eine Courante gaye, obwohl sie nicht so bezeichnet ist. Bei Chambonnières gibt es relativ viele Courantes gayes, aber er bezeichnet sie nie ausdrücklich so.

Weitere Beispiele sind (unbezeichnet): Chambonnières: Courante mit Double in d-Moll (MS Bauyn, Band 1, Blätter 18v-19r, S. 36–37); Chambonnières, Pièces de Clavessin (1670): Courante Nr. 3 der ersten Suite in d-Moll (Band 1, S. 27–28), Courante Nr. 3 der zweiten Suite in d-Moll (Band 2, S. 17–18), Courante Nr. 2 der Suite D-Dur (Band 2, S. 25–26); Louis Couperin: erste Courante in C-Dur im MS Bauyn, Blatt 20v (Band 2, S. 40).
Die Courante gaye in ihrer eigentlichen Ausprägung scheint es ab ca. 1690 (und vielleicht früher) nicht mehr gegeben zu haben; möglicherweise lag dies u. a. am Einfluss von d’Anglebert, der so stark zum Verzierungs-Prunk neigte, dass dies automatisch einen bremsenden Einfluss auf jedes Tempo hatte. Es wäre auch denkbar, dass Ludwig XIV., der in seiner Jugend ein hervorragender Tänzer war, mit vorrückendem Alter kein Bedürfnis mehr nach der schnellen Courante gaye hatte.
- Die Courante grave: Dies ist eher eine Charakter- als eine Tempobezeichnung, obwohl sie langsamer und schwerer ist als die Courante gaye, aber nicht unbedingt langsamer als die normale Courante; der Name ist vermutlich auch eine Musizieranweisung, im Sinne einer stark punktierten Inégalité. Der Charakter ist prunkvoll auftrumpfend, mächtig, pompös. Er manifestiert sich besonders in den ersten 2 bis 3 Takten sehr deutlich in Form von weitausladenden prächtigen Akkorden und scharf punktierten Rhythmen, der Bass häufig mit Bassoktavschlägen in die unterste Oktave. Die Courante grave fordert auf dem Cembalo mindestens die Verwendung der Koppel, oder Tutti, während die anderen Couranten auch mit 8',4' oder einem einfachen 8' auskommen, je nach Charakter und Abfolge in der Suite. Eindeutige Beispiele mit Bezeichnung grave stammen wieder von Lebègue in seiner ersten Suite in d-Moll und in der Suite in g-Moll des Premier Livre (1677).[42]

Andere Beispiele sind (unbezeichnet): Chambonnières: Courante in C (MS Bauyn, Band 1, Blatt 13r, S. 25); Louis Couperin: Courante in d (MS Bauyn, Band 2, Blatt 31v, S. 62); d’Anglebert: erste Courante in g-Moll, 2e Courante in d-Moll (1689).

### 18. Jahrhundert: Couperin, Rameau, Marais und das Ende
Schon um 1700 hatte die Courante in Frankreich ihren eigentlichen Zenit überschritten. In den Divertissements der Lullyschen Ballets und Tragédies lyriques standen andere galante Tänze, wie Menuet, Bourrée, Gavotte, schon seit spätestens 1670 im Vordergrund. Auch Nicolas Lebègue setzte 1687 in seinem zweiten Buch Pièces de Clavecin mehr auf die besagten Galanterien und auf Chaconnen und beschränkt die Zahl der Couranten pro Suite auf eine einzige. Die Clavecinisten der mittleren und jüngeren Generation wie François Couperin (1668–1733), Elisabeth Jacquet de la Guerre, Clérambault, Marchand, Dandrieu und Jean Philippe Rameau (1683–1764), der Gambist Marin Marais (1656–1728) u. a. hielten die Courante zwischen 1690 und 1715 noch in Ehren. Man komponierte aber nur noch höchstens zwei Couranten pro Suite, und verschiedene Typen lassen sich auch nicht mehr unterscheiden. Nach dem Tode Ludwig XIV. im Jahr 1715 scheint die Courante schnell aus der Mode gekommen zu sein, sie symbolisierte anscheinend das grand siècle, und entsprach nicht mehr dem leichteren Geschmack der Régence (1715–1723) und der Zeit Ludwig XV.
François Couperin komponierte bei weitem die interessantesten und gelungensten Couranten zu dieser Zeit, und er führte auch etwas mehr Laufwerk ein, vermutlich im Zuge seiner Reform im Sinne einer Vereinigung des französischen mit dem italienischen Stil Corellis (Les Gouts Réunis). Bezeichnend ist die rapide abnehmende Zahl von Couranten in seinen besonders einflussreichen 4 Büchern der Pièces de Clavecin: Gab es im ersten Buch von 1713 noch vier Ordres (Nr. 1, 2, 3, 5) mit je 2 vorbildlich schönen Couranten, die er auch immer sehr schön gegeneinander kontrastiert, so hat im zweiten Buch von 1716 nur noch die formell konservative 8me Ordre 2 Couranten – in einem Meer von Charakterstücken. Das Stück L’Intime im 12me Ordre, das Couperin mit Mouvement de Courante bezeichnet, ist keine typisch französische Courante, sondern italienisch beeinflusst, im 3/4-Takt, ohne Auftakt und mit einer fließenden Achtelbewegung. Im dritten Buch von 1722 erscheint Couperins letzte Courante im fünfsätzigen 17me Ordre, und auffälligerweise nicht mehr in der traditionellen zweiten Position, sondern an vorletzter Stelle. Im vierten Buch von 1730 ist die Courante endgültig verschwunden.
Couperin stellte außerdem 1722 im Vierten seiner Concerts Royaux einer typischen Courante françoise eine Courante italienne gegenüber, deren Läufe pointé-coulé (punktiert und gebunden) zu spielen sind.
Ganz ähnliche Befunde findet man im umfangreichen und bedeutenden Werk für Viola da gamba von Marin Marais. Er veröffentlichte 5 Bücher mit Pièces de Viole: 1686/1689, 1701, 1711, 1717 und 1725. In den ersten drei Büchern hat jede seiner (sehr langen) Suiten mindestens eine Courante, wobei er aber schon 1701 im Livre Second pro Suite meistens zwei (oder mehr) Allemanden, Sarabanden, Giguen und Menuets bringt. Die Courante schneidet also quantitativ schon 1701 schlechter ab als andere Tänze. 1711 ist dieses etwas 'ungerechte' Bild wieder etwas korrigiert, aber im Livre IV von 1717 ist die Courante aus allen sieben Suiten (87 Stücke) für Solo-Gambe verschwunden; sie taucht nur noch in den zwei Suiten für drei Gamben auf. Im fünften und letzten Buch von 1725 (mit 114 Stücken) gibt es keine Couranten mehr – das ist besonders auffällig, da Marais an allen anderen traditionellen Sätzen der Suite festhält, und sogar zwei oder drei Allemanden pro Suite bringt.

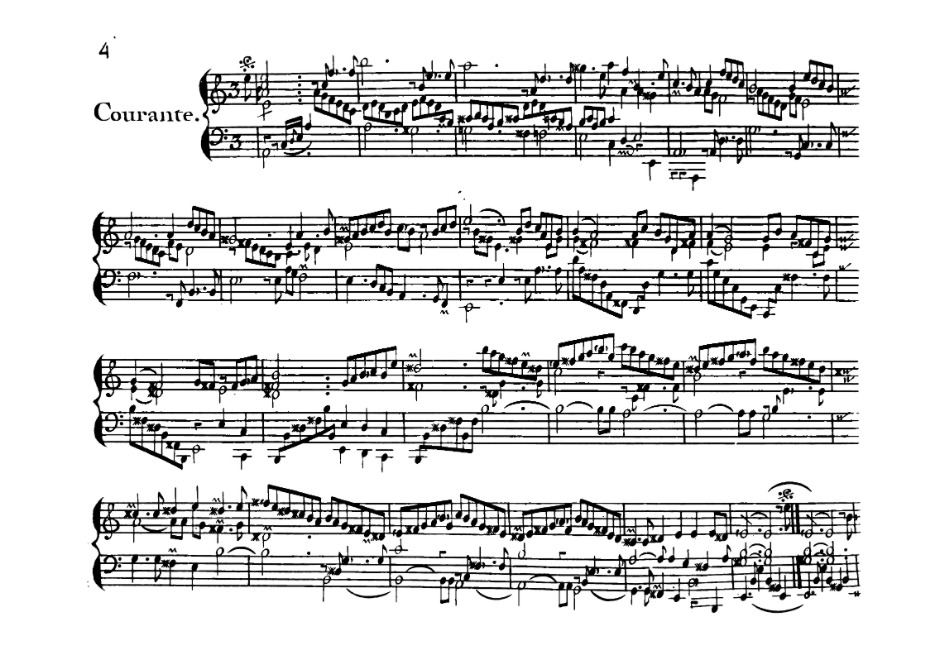
Jean Philippe Rameau, Courante in a (Detail), Nouvelles Suites de Pièces de Clavecin, ca. 1727

Als drittes Beispiel diene der fast eine Generation jüngere Rameau, der in 3 Büchern Pièces de Clavecin (1706, 1724, 1728) nur insgesamt 3 Couranten veröffentlichte, in jedem Buch eine. Dabei ist die erste von 1706 ein gelungenes Stück mit chromatischen Wendungen und interessanter „schmerzhafter“ Harmonik (u. a. viele Septimen); die Courante von 1724 spiegelt exemplarisch das verlorene Interesse an der Gattung, es wirkt beinahe wie eine Pflichtübung. Rameaus letzte Courante in a-Moll (ca. 1727, siehe Abb.) ist dagegen ein fulminantes und dramatisches Virtuosenstück in einem extrem italianisierenden Stil, das seine brillante und progressive Cembalotechnik vorführt, mit durchlaufenden Achtelketten in allen Stimmen und Akkordbrechungen im Bass, die sich über 2 Oktaven spannen. Dieses Stück hat nur noch sehr wenig mit der traditionellen französischen Courante zu tun: Es ist eine umwerfende und unwiederholbare Mischung aus der französischen und der spätbarocken italienischen Konzert-Corrente, das so keine Schule machen konnte.
Was in den 1720er bis 1740er Jahren noch von den Clavecinisten an Couranten geschrieben wurde, bringt nicht viel Neues, und hat meist einen nostalgischen Charakter. Das gilt im wahrsten Sinne des Wortes für Daquins einzige Courante in seinen Pièces de Clavecin (1735), die motivisch und tonartlich (d-Moll) eindeutig auf ein Stück seiner Patin und Lehrerin Élisabeth Jacquet de la Guerre zurückgeht: Die zu ihrer Zeit stilistisch originelle, dramatische und italianisierende Courante ihrer Pièces de Clavecin von 1707. Dandrieu macht einige wenige, sehr hübsche Couranten, aber er tarnt sie als Charakterstücke: Die chromatische La Patétique (1728), sowie La Fière und La Précieuse (1734); auch L’Imperieuse (1728) und L' Afligée (1724) sind etwas ungewöhnliche Couranten. Dandrieus L’Empressée (1724) ist eine rein italienische Konzert-Corrente im Stil einer Violinsonate von Corelli oder Vivaldi. Italianisierend und von Rameau beeinflusst sind auch die beiden sehr schönen „Couranten“ von Duphly in seinem Premier Livre (1744), aber beide in einem 6/8 und weit entfernt von der traditionellen Courante.
1768 konnte Jean-Jacques Rousseau schreiben, die Courante sei „… nicht länger im Gebrauch …“ (Dictionnaire de musique, 1768).

## England ab zirka 1625
“In the meantime we must content ourselves with those that make no difference between a hymn and a coranto.”

„In der Zwischenzeit müssen wir uns mit solchen Leuten begnügen, die den Unterschied zwischen einer Hymne und einem Coranto nicht kennen.“

Der bedeutendste Komponist unter Charles I Stuart (1600–1649) war William Lawes (1602–1645), der in den zehn Suiten seiner Royal Consorts auch zahlreiche Corants verwendete – oft zwei in einer Suite von 5 bis 7 Sätzen. Lawes Corants sind musikalisch wie seine übrige Musik von höchster Qualität, und oft sehr kontrapunktisch. Sie sind eine stilistische Weiterentwicklung der frühen Courante, und es lassen sich wie in Frankreich mindestens zwei verschiedene Typen unterscheiden: Ein schneller und ein ruhigerer Typus. Einige Stücke weisen außerdem Merkmale der französischen Courante auf, wie u. a. den charakteristischen kurzen Auftakt. Es handelt sich um die Corants von Nr. 1 und 7, die jeweils erste Corant von Nr. 3 und 9, und die jeweils zweite Corant von Nr. 5, 8 und 10. Interessanterweise gehören diese Stücke somit zu den ersten 'französischen' Couranten überhaupt, obwohl die Entstehungszeit nicht ganz sicher ist, und sich vermutlich über einen längeren Zeitraum erstreckte: Gemeinhin nimmt man an, dass Lawes die Royal Consorts in den 1630er Jahren schrieb, aber später durch einzelne Sätze ergänzte.
England versank 1642 im Bürgerkrieg, und während der folgenden Herrschaft der Puritaner unter Oliver Cromwell waren Tanzmusik und Vergnügungen allgemein verpönt. Nach der Restoration von Charles II Stuart (1630–1685) im Jahr 1660 blühten auch Musik und Kunst wieder auf. Da der König während seines Exils teilweise in Frankreich gelebt hatte, liebte er französische Tänze. Schon drei Jahre zuvor 1657 hatte John Playford in der dritten Edition seiner Sammlung The Dancing Master an die 20 Melodien französischer Couranten veröffentlicht, weitere folgten in der Neuauflage 1665. Französische Herkunft und aristokratischer Charakter dieser Melodien spiegelt sich schon in den Titeln: Corant Madam, La Altes, La Princes, La Dutchesse, La Fountain Bleu, La Mounser (= Monsieur?), La Moor (= L’ Amour?), Corant New La Royall, The Queen’s Corant etc.
So kam auch die französische Courante nach England, wurde allerdings von den einheimischen Komponisten sehr bald anglisiert. Für Hofbälle schrieben Matthew Locke (1621/2–1677) und John Banister der Ältere (1630–1679) kurze Corants in französischer Manier. Locke, als führender Komponist dieser Epoche, verwendete die Courante auch gerne in seiner Consort- und Cembalomusik, z. B. in der 1673 publizierten Sammlung Melothesia, die auch Cembalo-Sets von zahlreichen anderen Komponisten enthält, wie Christopher Preston, John Roberts und John Banister; die Corants in Melothesia sind teilweise in einer englischen Form von Lautenstil geschrieben. Am englischen Hof wirkte auch der italienische Cembalomeister und Komponist Giovanni Battista Draghi († 1708), dessen Couranten – wie seine Musik allgemein – französischer sind als diejenigen seiner jüngeren englischen Kollegen John Blow (1649–1708), Henry Purcell (1659–1695) und William Croft (1678–1727). Diese knüpfen an die englische Tradition von Locke und seiner Generation an und kultivieren einen eigenen typisch englischen Stil. Solche englischen Corants aus der Zeit zwischen ca. 1680 und 1710 orientieren sich zwar formal an der französischen Courante, werden jedoch oft in 3/4 statt in 3/2 notiert, und tendieren stilistisch etwas zum Herben, Spröden und Eckigen, mit häufigen Punktierungen, und manchmal 'Löchern' (Pausen) auf dem ersten Schlag des Taktes in einer oder mehreren Stimmen – selbst und ganz besonders, wenn sie im Lautenstil geschrieben sind. Auffällig sind manchmal auch Stilmerkmale, die typisch für Froberger sind, der ja in der Tat um 1650 in England war: Noch Purcell benutzt z. B. am Ende einiger Corants eine synkopisch nachschlagende Schlussformel, die man oft bei Froberger findet.
In ihrer Orchester- oder Theatermusik verwendete die Generation von Purcell die Courante eigentlich nicht mehr, ähnlich wie Lully und seine Nachfolger in Frankreich und Deutschland.
Im Zuge der großen Begeisterung für Corellis Sonaten und Concerti grossi erreichte die italienische Konzert-Corrente in den letzten Jahren des 17. Jahrhunderts auch die britische Halbinsel und wurde von einigen der aus vielen Ländern nach England emigrierten Komponisten in ihren Sonaten und Konzerten verwendet.

## Deutschland ab zirka 1625

### Ensemble- und Orchestertänze im 17. Jahrhundert
Es ist nicht ganz einfach zu definieren, was deutsche Violin- oder Ensemblekomponisten in der Mitte des 17. Jahrhunderts unter einer Courante verstanden. Auffällig ist bereits eine gewisse sprachliche Verwirrung, denn je nachdem, wo einer wirkte, konnte es sein, dass die Wörter Corrente, Correnta oder Courante für einen deutschen Komponisten eigentlich das Gleiche meinten. Man kann in Deutschland um 1640–1680 von einer eigenen Ensemble-Tradition ausgehen, die noch auf Komponisten wie Johann Hermann Schein zurückging (siehe oben), die dann aber auch modernere italienische und/oder französische Elemente miteinbezog.
Das gilt exemplarisch für Johann Rosenmüller (ca. 1619–1684), der zwischen 1645 und 1655 ein direkter Nachfolger von Schein in Leipzig war, und während dieser Zeit „Couranten“ in seinen Suiten von 1645 und 1654 (Studentenmusik) veröffentlichte, während er in seiner Zeit in Venedig 1667/1670 Sonate da camera publizierte, in denen er den Terminus „Correnta“ verwendet. Der eigentlich sehr italienisch beeinflusste Heinrich Ignaz Franz Biber (1644–1704) benutzt 1680 in seiner Mensa Sonora den Terminus „Courante“ (aber Allamanda, Sarabanda, Balletto). Beide Komponisten komponieren kleine Couranten, die wie eine Mischung aus französischen und italienischen Elementen wirken, und wohl als deutsch einzustufen sind.
Mit Georg Muffat (1653–1704) wurde es dann moderner, aber nicht viel klarer, da er Einflüsse von Lully und Corelli mischt. Er verwendete die Courante extrem selten in seiner Ensemblemusik: Im Armonico Tributo nur eine im Concerto grosso Nr. 3 in A-Dur (Salzburg, 1682 / Passau 1701). Auch die Lullisten wie Kusser, Johann Caspar Ferdinand Fischer, Johann Fischer, Benedikt Aufschnaiter, verwenden die Courante selten oder gar nicht – sie waren anscheinend sehr gut darüber informiert, dass die Courante am Hofe des Sonnenkönigs um 1700 aus der Mode kam.

### Die Courante in der deutschen Cembalomusik vor Bach und Händel
In der deutschen Cembalosuite hatte die Courante ihren festen Platz seit Johann Jakob Froberger. Im Gegensatz zu Frankreich begnügte man sich jedoch mit einer einzigen Courante, in der Abfolge:
Allemande – Courante – Sarabande – Gigue.
Nur Froberger selber experimentierte mit der Gigue an zweiter und mit der Sarabande an letzter Stelle, was Alles auch bei Chambonnières vorkommt (1670). Obwohl Froberger ein extrem italienisch geprägter Komponist und Schüler von Frescobaldi und Carissimi war, komponierte er rein französische Couranten. Er hatte allerdings einen eigenen Stil, der noch lautenartiger war als der französische, und seine Couranten sind nicht so abwechslungsreich wie die von Chambonnières. Da Froberger manche Couranten in seinem Libro secondo (1649) in 3/2 und manche in 3/4 notierte (aber immer als Doppeltakt und mit der gleichen Vorgabe C3), könnte es sein, dass er schnellere und langsamere Couranten unterschied; das ist aber nicht ganz sicher, und satztechnisch unterscheiden sich seine 3/2 und 3/4-Couranten nicht voneinander, im Gegensatz zu der normalen Courante und der Courante gaye bei den französischen Clavecinisten.
Aufgrund der hohen Qualität und Ausdruckskraft seiner Musik hatte Froberger einen enormen Einfluss, obwohl seine Suiten erst gegen Ende des Jahrhunderts gedruckt wurden. Zu seinen Nachfolgern gehörten Johann Kaspar Kerll (1627–1693), Alessandro Poglietti († 1683), und auch der norddeutsche Buxtehude (1637–1707). Vorsicht ist auch in der deutschen Cembalomusik mit der Terminologie geboten: Johann Kriegers (1652–1735) Correnten in seinen Sechs musicalischen Parthien von 1697 sind von Frobergers Couranten kaum zu unterscheiden, obwohl Krieger in seinen Allemanden eigene und 'italienischere' Wege geht; die Couranten seines Nürnberger Kollegen Benedikt Schultheiß (Muth- und ermuntrender Clavierlust Erster & Anderer Theil, 1679 & 1680) sind teilweise eigenwilliger mit Akkordbrechungen, die über die ganze Tastatur gehen. Ähnlich eigenwillige und unfranzösische Couranten findet man auch bei Händels Lehrer Zachow (1663–1712), oder bei Georg Böhm (1661–1733) in seinen Suiten in d, in Es, und in a – Böhms andere Couranten sind aber völlig traditionell im Froberger-Buxtehude-Stil.
Um zirka 1690 begann mit Muffat und Fux ein anderer Wind zu wehen, sie folgten selbst in ihren Cembalowerken nicht mehr Froberger, sondern Lully, daher sind ihre Couranten französisch, aber auf eine modernere Art als zuvor in Deutschland. Das Gleiche gilt für Johann Caspar Ferdinand Fischer in seinen Cembalo-Suiten im Blumenbüschlein (1698) und in Musikalischer Parnassus (1738?): Er bringt bunte Abfolgen von galanten Tänzen wie Bourrée, Menuet, Gavotte, Rigaudon u. a., mit wenigen typisch französischen, aber nicht sehr bedeutenden Couranten (drei in den acht Suiten von 1698, und zwei in neun Suiten von 1738).

### 18. Jahrhundert: Bach, Händel und ihre Zeitgenossen
Nachdem die große Zeit der Courante in Frankreich bereits vorbei ist, und auch die Lullisten nicht zu ihren großen Freunden gehören, ist es eigentlich fast ein Wunder, dass sie in Deutschland noch einmal eine Auferstehung feiern darf, vor allem in den Cembalosuiten von Georg Friedrich Händel (1685–1759) und Johann Sebastian Bach (1685–1750), aber auch von ihren Zeitgenossen Christoph Graupner (1683–1760) und Gottlieb Muffat (1690–1770). Die meisten dieser Couranten sind nicht mehr eindeutig als französisch oder italienisch einzustufen, sondern Mischformen, wie ja überhaupt die deutschen Komponisten des Spätbarock aus einer Mischung verschiedener Stile einen eigenen Stil kreierten, der bei jedem Komponisten anders ist, und gleichzeitig als typisch deutsch gelten kann.
Eine Ausnahme in jeder Hinsicht sind die Couranten in den Lautensuiten von Silvius Leopold Weiss (1687–1750), der eindeutig die virtuose Form der italienischen Corrente bevorzugte. Die italienische Konzert-Corrente in der Nachfolge Corellis wurde natürlich auch in vielen Sonaten deutscher Komponisten verwendet, z. B. von Johann Christian Schickhard (1670–1740), der in seinen Blockflötensonaten op. 1 eine Vorliebe für Correnten in punktierten Achtelläufen demonstriert. Ähnliches gilt für die Sonaten und Suiten des niederländisch-deutschen Gambenvirtuosen Johannes Schenck (1656–1712), der schon in seinem op. 2 (1688), neben typisch deutschen Doppelgriffen nach Art von Biber und Walther, einen deutlichen italienischen Einfluss hören lässt, und später die Konzert-Corrente nach Corellis Vorbild pflegt.
Auch Händels „Couranten“ (u. a. publiziert in den Suites de Pieces von 1720 und 1733) sind (wie sein Stil allgemein) stark italienisch angehaucht und folgen Corelli, sie stehen im 3/4-Takt mit durchlaufenden Achtelbewegungen, Sequenzen und Imitationen, obwohl er oft einen lautenhaften, aber extrem fülligen kontrapunktischen Satz schrieb, den man auf den ersten Blick für französisch halten könnte. Das Alles wird mit seinem einzigartigen melodischen Talent zu einem rauschenden Ganzen verschmolzen.
Graupner war ein sehr origineller Komponist, der sehr reizvolle, pikante Couranten in 3/2 erfand, die französischer und koketter wirken als Händels, aber auch nicht auf den Rausch italienischer Virtuosität verzichten (Monatliche Clavierfrüchte 1722, und Suiten in Manuskripten).
Gottlieb Muffats Couranten in den erst 1739 veröffentlichten Componimenti musicali gehören zu den letzten ihrer Gattung. Sie sind meistens italienisch beeinflusste, originelle Konzertstücke, auch der Einfluss von Bachs Partiten und Händels Suiten schlägt manchmal durch. Muffat neigt etwas zum Bizarren und Eckigen, exemplarisch dafür ist die Courante der Suite Nr. 4 in B-Dur.

Im Gegensatz zu seinen genannten Zeitgenossen schrieb Johann Sebastian Bach einige eindeutig französische Couranten, und zwar die beiden Couranten der Englischen Suite Nr. 1 in A-dur (die zweite Courante mit zwei Doubles), die Courante der Englischen Suite Nr. 4 in F-dur, und die Couranten der Französischen Ouverture h-Moll (BWV 831), sowie der Lautensuite e-Moll BWV 996 (siehe Hörbeispiel). 
 Es fällt allerdings auf, dass Bachs Couranten zwar alle durchgehend im 3/2-Takt stehen, aber keine rhythmischen Spiele mit eingeschobenen 3/4-Takten machen, wie sie typisch für französische Komponisten sind – einzige Ausnahme ist die Courante Nr. 2 der Englischen Suite Nr. 1 in A-dur, und die obligatorischen Schlusstakte am Ende des ersten und zweiten Teils, die Bach immer als zwei 3/4-Takte rhythmisiert. Bachs Couranten sind also rhythmisch einfacher als die Couranten der Franzosen, andererseits sind sie bewegter und komplexer als französische Vorbilder. In den Englischen Suiten sind abgesehen von Nr. 1 alle anderen Couranten eine Mischung von französisch und italienisch, obwohl sie alle in 3/2 stehen. Die italienischsten sind dabei die Nr. 2 und 6 wegen der durchlaufenden virtuosen Achtelbewegungen, aber das ist immer mit französischer Melodik und Rhythmik gemischt. In Nr. 3 und 5 ist die Mischung französischer und italienischer Elemente besonders gelungen, sie stehen nicht mehr nebeneinander, sondern sind zu einem einheitlichen, abgerundeten Ganzen verschmolzen. Man könnte sagen, dass Bach hier seinen eigenen Idealtyp kreiert hat. Ähnliches gilt für die Couranten der Französischen Suiten Nr. 1 und 3, und der Partita Nr. 2 in c-Moll (siehe Abb.). Die „Courante“ der Nr. 4 in D-Dur ist ein einmaliger Sonderfall: Obwohl in 3/2 notiert, steht sie – von wenigen Hemiolen abgesehen – rhythmisch eigentlich in 3/4 (man lasse sich nicht täuschen von der Kontrapunktik und vielen übergebundenen Noten in der Mittelstimme!); zusammen mit den zahlreichen Läufen und Virtuosismen ist dies die italienischste „Courante“ Bachs – oder eben eine hochstilisierte Eigen-Kreation.
Eindeutig italienische Correnten sind in den Französischen Suiten Nr. 2, 4, 5 und 6, und in den Partiten Nr. 1 (siehe Abb.), 3, 5 und 6 – aber nur die letzteren sind auch als Corrente bezeichnet. Alle acht Stücke sind zweistimmig, im Gegensatz zu Bachs Couranten, die meistens zumindest eine angedeutete Mehrstimmigkeit aufweisen – diese durchsichtige, aber auch etwas strenge Zweistimmigkeit seiner Correnten ist jedoch Bachs Eigenheit und kann nicht auf andere Komponisten übertragen werden (z. B. und ganz besonders nicht auf Händel!). Die Corrente der Partita Nr. 6 in e-Moll gehört wohl zum Eigenwilligsten, was Bach geschrieben hat, mit ständigen Synkopen, die viel typischer in einer Hornpipe wären, und explodierenden Zweiunddreißigstelläufen – sie erinnert etwas an Bachs Violinmusik, und ist wie die gesamte Partita in höchstem Maße stilisiert. In seinen Solopartiten und Suiten für Violine, Cello und Flöte verwendete er immer die Form der italienischen Corrente (auch wenn sie z. T. als „Courante“ bezeichnet werden), in den beiden Lautensuiten einmal eine Mischform, und das andere Mal die französische Form (BWV 996, siehe Hörbeispiel oben).
Bach, Händel und Telemann schrieben auch ab und zu Couranten in ihren Orchestersuiten. Ein Musterbeispiel von besonders edler und weihevoller Würde und Schönheit ist die Courante in Bachs Orchestersuite Nr. 1 C-Dur BWV 1066. Telemann kreiert in seiner Suite in D (TWV 55:D6) für Viola da gamba und Streichorchester eine attraktive Mischung aus französischer Courante mit einem virtuosen Trio à la Corelli für die Sologambe (siehe Hörbeispiel).

„Die Leidenschafft oder Gemüthsbewegung, welche in einer Courante vorgetragen werden soll, ist die süsse Hoffnung. Denn es findet sich was hertzhafftes, was verlangendes und auch was erfreuliches in dieser Melodie: lauter Stücke, daraus die Hoffnung zusammengefüget wird.“

## Noten

### Cembalo
- Jean-Henry d’Anglebert, Pièces de Clavecin – Édition de 1689, Facsimile, publ. sous la dir. de J. Saint-Arroman, Courlay: Édition J. M. Fuzeau, 1999.
- Manuscrit Bauyn, première partie: Pièces de Clavecin de Jacques Champion de Chambonnières, deuxième Partie: Pièces de Clavecin de Louis Couperin, troisième Partie: Pièces de Clavecin de divers auteurs, Facsimile, prés. par Bertrand Porot, Courlay: Édition J. M. Fuzeau, 2006.
- Georg Böhm, Sämtliche Werke für Cembalo, hrsg. v. Kl. Beckmann, Wiesbaden, Breitkopf & Härtel, 1985.
- John Bull, Keyboard Music I (Musica Britannica 14), hrsg. von J. Steele u. Francis Cameron, rev. by Alan Brown, London: Stainer & Bell, 1960 / 2001.
- John Bull, Keyboard Music II (Musica Britannica 19), hrsg. von Thurston Dart, London: Stainer & Bell, rev. by Alan Brown, 1960 / 2016.
- William Byrd, Keyboard Music I (Musica Britannica 27), hrsg. von Alan Brown, London: Stainer & Bell, 1969 / 2013.
- Jacques Champion de Chambonnières, Les Pièces de Clavessin, Vol. I & II, Facsimile of the 1670 Paris Edition, New York: Broude Brothers, 1967.
- A Choice Collection of Ayres for the Harpsichord or Spinett (London 1700) (Musik von John Barrett, John Blow, Jeremiah Clarke, William Croft, Francis Pigott), New York: Performer’s Facsimiles 28201 (o. J.).
- François Couperin, Pièces de Clavecin, 4 Bände., hrsg. von Jos. Gát, Schott, Mainz u. a. 1970–1971.
- Jean-François Dandrieu, Pièces de Clavecin (1724, 1728, 1734), hrsg. von P. Aubert & B. François-Sappey. Editions Musicales de la Schola Cantorum, Paris 1973.
- Louis-Claude Daquin, Premier Livre de Pièces de Clavecin (1735), New York: Performer’s Facsimiles 30442 (o. J.).
- Giovanni Battista Draghi, Harpsichord Music, hrsg. von Robert Klakovich, Madison (Wisconsin): A-R Editions, Inc., 1986.
- Jacques Duphly, Pièces de Clavecin - Premier Livre (1744), Facsimile, publ. sous la dir. de J. Saint-Arroman. Édition J. M. Fuzeau, Courlay 1990.
- Johann Caspar Ferdinand Fischer, Sämtliche Werke für Tasteninstrument (darin u. a.: Blumenbüschlein (1698) und Musikalischer Parnassus (1738?)), hrsg. von Ernst von Werra, Wiesbaden: Breitkopf & Härtel, (ursprünglich 1901).
- The Fitzwilliam Virginal Book (revised Dover Edition), 2 Bände. Hrsg. von J. A. Fuller Maitland u. W. Barclay Squire, korrigiert und hrsg. von Blanche Winogron. Dover Publications, New York 1979/1980.
- Girolamo Frescobaldi, Toccate d’Intavolatura di Cimbalo..., Libro Primo, Rom 1615 und 1637. Neuausgabe von Pierre Pidoux, Kassel: Bärenreiter, S. 70–71 (Corrente prima – quarta).
- Girolamo Frescobaldi, Il secondo Libro di Toccate..., Libro Primo, Rom 1627 und 1637. Neuausgabe von Pierre Pidoux, Kassel: Bärenreiter, S. 92–95 (Corrente prima – sesta).
- Johann Jacob Froberger, Neue Ausgabe sämtlicher Werke, Band I-IV, hrsg. v. S. Rampe, Kassel: Bärenreiter, 2002.
- Christoph Graupner, Monatliche Clavierfrüchte (1722), Facsimile, prés. par Oswald Bill, publ. sous la dir. de J. Saint-Arroman, Courlay: Édition J. M. Fuzeau, 2003.
- Christoph Graupner, 17 Suites pour Clavecin (manuscrit inédit), Facsimile, prés. par Oswald Bill, publ. sous la dir. de J. Saint-Arroman, Courlay: Édition J. M. Fuzeau, 1993.
- Élisabeth Jacquet de la Guerre, Pièces de Clavecin qui peuvent se jouer sur le violon, 1707, Facsimile, prés. par Catherine Cessac et J. Saint-Arroman, publ. sous la dir. de J. Saint-Arroman, Courlay: Édition J. M. Fuzeau, 2000.
- Nicolas-Antoine Lebègue, Pièces de Clavecin, Premier Livre, 1677, Facsimile, publ. sous la dir. de J. Saint-Arroman, Courlay: Édition J. M. Fuzeau, 1995.
- MELOTHESIA or, Certain Rules for Playing upon a Continued – Bass. With A choice Collection of Lessons for the Harpsichord and Organ of all Sorts. The First Part. (1673) (Cembalosuiten und Einzelstücke von Matthew Locke, Christopher Preston, John Roberts, William Gregorie, William Hall, Robert Smith, John Banister, J. Moss, G. Diesner, William Thatcher), New York: Performer’s Facsimiles (01234), o. J.
- Gottlieb Muffat, Componimenti Musicali per il Cembalo (1739), in: Denkmäler der Tonkunst in Österreich Jg. III/3 – Band 7, Graz: Akademische Druck- u. Verlagsanstalt, 1959 (urspr. 1896).
- Bernardo Pasquini, Opere per tastiera – Vol. II ( S. B. P. K. Landsberg 215 – Parte I), a cura di Armando Carideo, Colledara: Andromeda Editrice, 2002.
- Henry Purcell, Piano Solo Complete Edition (Urtext), ed. by István Máriássy, Budapest: Könemann (o. J.).
- Jean-Philippe Rameau, Pièces de Clavecin (Gesamtausgabe), hrsg. von E. R. Jacobi, Kassel et al.: Bärenreiter, 1972.
- Michelangelo Rossi, Toccate e Corenti d’Intavolatura d’Organo e Cimbalo, Rom 1657. Neuausgabe im Facsimile von: Studio per Edizioni Scelte (S.P.E.S.), Firenze: 1982.
- Benedikt Schultheiss, Muth- und Geist-ermuntrender Clavier-Lust..., 1679–1680, ed. by R. Hudson, American Institute of Musicology / Hänssler (Neuhausen/Stuttgart), 1993.
- Bernardo Storace, Selva di Varie compositioni d’Intavolatura per Cimbalo ed Organo, Venezia 1664. Neuausgabe (Faksimile) bei: Studio per Editioni scelte (S.P.E.S), Firenze, 1982.
- Friedrich Wilhelm Zachow, Sämtliche Werke für Tasteninstrument, hrsg. v. H. Lohmann, Wiesbaden: Breitkopf & Härtel, (urspr. 1965).

### Violine und Ensemblemusik
- Heinrich Ignaz Franz Biber, Mensa sonora seu Musica instrumentalis. Salzburg 1680.
- William Brade, Newe ausserlesene Paduanen, Galliarden, Canzonen, Allmand und Coranten auff allen musicalischen Instrumenten lieblich zu gebrauchen (mit 5 Stimmen), Hamburg 1609.
- Maurizio Cazzati, Correnti, Balletti, Gagliarde A 3. e 4. …, ristampati in Venetia, 1659.
- Maurizio Cazzati, Correnti e Balletti per sonare nella spinetta, leuto o tiorbo; overo Violino, e violone, col secondo Violino a beneplacito, op. 30, Bologna 1662.
- Giuseppe Colombi, Balletti, Correnti, Gighe, Sarabande a 2 Violini e Violone o Spinetta, Op. 3. Bologna 1674.
- Arcangelo Corelli, op. 2: 12 Triosonaten da camera op. 2 (Sonate da camera a tre, doi violini, e violone, ò cimbalo... op. II), Rom 1685.
- Arcangelo Corelli, op. 4: 12 Triosonaten da camera op. 4 (Sonate (da camera) a tre,... op. IV), Rom 1694.
- Arcangelo Corelli, op. 5: 12 Sonaten für Violine und Continuo (Sonate a violino e violone o cimbalo, Rom 1700)
- Arcangelo Corelli, op. 6: 12 Concerti grossi, Amsterdam 1714.
- Marin Marais, Premier Livre de Pièces de violes, für 1 und 2 Gamben, Paris 1686/1689.
- Marin Marais, Second Livre de Pièces de violes, für 1 und 2 Gamben, Paris 1701.
- Marin Marais, Troisième Livre de Pièces de violes, Paris 1711.
- Marin Marais, Quatrième Livre de Pièces de violes, für 1 und 3 Gamben, Paris 1717.
- Marin Marais, Cinquième Livre de Pièces de violes, Paris 1725.
- Martino Pesenti, Il Primo Libro delle Correnti alla francese per sonar nel clavicembalo, et altri stromenti, ristampato con una agionta di alcune Correnti et un Balletto a 3. Venedig: Alessandro Vincenti, 1635 (zweite (?) Auflage eines früheren Drucks).
- Martino Pesenti, Il Secondo Libro delle Correnti alla francese per sonar nel clavicembalo, et altri stromenti, con alcune Correnti spezzate a 3. Venedig: Alessandro Vincenti, 1630.
- Michael Praetorius, Terpsichore, Musarum Aoniarum Quinta. Darinnen Allerley Frantzösische Däntze und Lieder / als 21 Branlen, 13 Andere Däntze / mit sonderbaren Namen, 162 Couranten, 48 Volten, 37 Balletten, 3 Passameze, 23 Galliarden, und 4 Reprinsen. Mit 4, 5 und 6 Stimmen. Wie dieselbige von den Frantzösischen Dantzmeistern in Frankreich gespielet..., Wolfenbüttel 1612.
- Johann Rosenmüller, Paduanen, Alemanden, Couranten, Balletten, Sarabanden. Leipzig 1645.
- Johann Rosenmüller, Studenten-Music. Leipzig 1654.
- Johann Rosenmüller, Sonate da Camera. Venedig 1670.
- Salamone Rossi, Il terzo Libro de Varie Sonate.... Venedig 1613.
- Samuel Scheidt, Ludi Musici, Hamburg 1621.
- Johann Hermann Schein, Banchetto musicale, Leipzig 1617.
- Bartolomeo de Selma y Salaverde, Canzoni fantasie e correnti da suonar a 1, 2, 3, 4 voci con Basso Continuo. Venedig 1638.
- Johannes Schenck, Tyd en Konst-Oeffeningen, op. 2 (15 Suiten für Viola da Gamba und Basso Continuo), Amsterdam 1688.
- Johannes Schenck, Le Nymphe di Rheno, op. 8 (Suiten und Sonaten für zwei Gamben), Amsterdam 1702.
- Johannes Schenck, L’Echo du Danube, op. 9 (6 Sonaten für Gambe), Amsterdam 1704.
- Johann Christian Schickhard, Sechs Sonaten für Altblockflöte und basso continuo op. 1 (2 Bände), revidiert von F. J. Giesbert. Edition Schott, Mainz, 1957.
- Marco Uccellini, Sonate, sinfonie et correnti, a 2–4, bc, libro II (1639).
- Marco Uccellini, Sonate, arie et correnti, a 2–3, bc libro III (1642).
- Marco Uccellini, Sonate, correnti et arie, a 1–3, bc, op. 4 (1645).
- Marco Uccellini, Ozio regio: compositioni armoniche sopra il violino e diversi altri strumenti, a 1–6, bc, libro VII (1660).
- Giovanni Battista Vitali, Balletti, correnti e capricci per camera a due violini e violone ò spinetta, op. 8. Modena 1683.

## Aufnahmen
- Baroque Lute Music Vol. 1: Giovanni Girolamo Kapsberger, mit Paul O’Dette – 10-course lute & chitarrone, erschienen bei harmonia mundi, 1990 / 2001.
- Arcangelo Corelli: Concerti Grossi op. 6. Ensemble 415, Chiara Banchini, Jesper Christensen, erschienen bei harmonia mundi France 1992 (HMC 901 406.07).
- François Couperin: Concerts Royaux & Nouveaux Concerts 10, 12, 14, S. Kuijken, W. Kuijken, B. Kuijken u. a., erschienen bei: Philips SEON, (o. J.) (2 LPs).
- Four and Twenty Fiddlers – Music for the Restoration Band (Instrumentalsuiten von Matthew Locke, John Banister, Louis Grabu, Henry Purcell), The Parley of Instruments Renaissance Violin Band, dir. Peter Holman, erschienen bei Hyperion (CDA66667), 1993.
- William Lawes – The Royal Consort. Phantasm & Laurence Dreyfus; Linn CKD470; 2015.
- Antonio Vivaldi: „Manchester“ Sonatas, mit Romanesca (Andrew Manze, Nigel North, John Toll), erschienen bei harmonia mundi usa 1993 / 2002.